# Dark Moor
Dark Moor je španski bend koji svira simfonijski i pauer metal osnovan 1993. godine u Madridu. Snimili su tri albuma pre drastične promene sastava tokom kojeg su tri člana benda krenula u novi projekat, osnivanje benda Dreamaker. Preostala dva člana benda nastavila su rad pod istim imenom dovevši nove članove pre izlaska novog albuma 2003. godine.
Godine 1999. izdaju svoj prvi album "Shadowlands", a priliku za promovisanje dobili su kada su bili potpora bendu Demons & Wizards na španskoj turneji, i od tada počinje njihov uspeh. Kao i kod većine bendova, došlo je do promena unutar sastava grupe ponajviše zbog muzičkog opredeljenja i smera kojim trebaju da idu, ali bez obzira na sve to danas su Dark Moor jedna od najistaknutijih grupa ovog podžanra hevi metala.
Nakon albuma "Gates of Oblivion" grupu napuštaju Elisa C. Martin, Albert Maroto i Horhe Saez da bi osnovali svoj bend. To se dogodilo neposredno pre izdavanja novog albuma za koji je većina materijala već bila snimljena. Nakon njihovog odlaska preostala dva člana ostali su pri svojoj nameri da održe grupu pa kao nove članove benda angažuju Endi C, Alfreda Romera i Hosea Garida a zatim snimaju album "Dark Moor". Godine 2005. Dark Moor snimaju album "Beyond the Sea" s kojim privlače još više obožavatelja.

## Sadašnji članovi
- Alfred Romero (od 2003) vokal
- Enrik Garsija (od 1994) gitara
- Mario Garsija (od 2008) bas
- Roberto Kapa (od 2006) bubnjevi

## Bivši članovi
- Roberto Penjaa De Kamus (1994-2002) - klavijature
- Elisa C. Martin (1999-2003) - vokal (Fairyland/Dreamaker)
- Albert Maroto (1999-2003) - gitara (Dreamaker)
- Horhe Saez (1999-2003) - bubnjevi (Dreamaker)
- Hose Garido (2003-2004) - gitara
- Anan Kaduri (1999-2004) - bas
- Endiu C. (2003 to 2006) - bubnjevi/klavijature
- Danijel Fernandez (2004 - 2008) bas

## Diskografija
- Shadowland (1999)
- (2000)
- EP (2001)
- (2002)
- (2003)
- (singl) (2003)
- (2003)
- (2005)
- (2007)
- Autumnal (2009)
- Ancestral Romance (2010)
- Ars Musica (2013)